# Filip Malbašić
Filip Malbašić (Belgrado, Yugoslavia, 18 de noviembre de 1992) es un futbolista serbio. Juega como delantero y su equipo es el F. K. IMT de la Superliga de Serbia.

## Trayectoria
Comenzó su trayectoria en el Rad Belgrado. Realizó su debut oficial el 14 de noviembre de 2010, ingresando en el minuto 79’ en sustitución de Branislav Jovanović, durante la derrota por 0 a 1 contra el Estrella Roja de Belgrado. El 31 de marzo de 2012, en la derrota de 1 a 4 contra el Partizán de Belgrado, marcó su primer gol como profesional. 
El 5 de julio de 2012 se confirmó su traspaso al TSG 1899 Hoffenheim de la Bundesliga, a cambio de 1,2 millones de euros. Luego de una temporada en el fútbol alemán, fue cedido en calidad de préstamo al Partizán de Belgrado el 28 de junio de 2013. Con dicho equipo disputó un total de diecinueve juegos y anotó dos goles.
El 14 de agosto de 2014 se concretó su préstamo al Lechia Gdańsk de la Ekstraklasa. Debutó el 22 de agosto de ese año, en la victoria de visitante por 0 a 2 que obtuvo su equipo, contra el Zawisza Bydgoszcz. Finalmente tuvo una escasa participación en el fútbol polaco, ya que nada más disputó tres juegos de la temporada.
Tras desligarse del Hoffenheim, el 21 de enero de 2016 llegó en traspaso libre al F. K. Vojvodina de su país. El 22 de agosto de 2017, tras su participación en dicho club, se anunció su traspaso al Club Deportivo Tenerife por las siguientes cuatro temporadas.
En enero de 2020 fue cedido al Cádiz C. F. hasta final de temporada, quedándoselo en propiedad al término de la misma después de haber conseguido el ascenso a la Primera División. En esta categoría jugó un año, siendo despedido el 31 de agosto de 2021 al no tener hueco en la plantilla.
Después de varios meses sin equipo, el 21 de enero de 2022, el Burgos C. F. anunció su contratación para el segundo tramo de la temporada. A pesar de su inactividad, debutó a la semana siguiente en un partido de la Segunda División ante el C. D. Lugo. Tras este periplo en Burgos, regresó a su país y al F. K. Vojvodina. Esta segunda etapa terminó al finalizar la temporada 2023-24, aunque en marzo fue apartado por animar al KK Partizan en un partido de Euroliga ante el Anadolu Efes. Estuvo sin jugar casi un año, hasta que en febrero de 2025 se unió al F. K. IMT.

## Selección nacional
Ha sido internacional con la selección de fútbol de Serbia en categorías sub-19 y sub-21.

### Participaciones en juveniles
| Competición                                   | Sede    | Resultado   | Partidos | Goles |
| --------------------------------------------- | ------- | ----------- | -------- | ----- |
| Campeonato Europeo de la UEFA Sub-19 2011     | Rumania | Semifinales | 6        | 0     |
| Clasificación para la Eurocopa Sub-21 de 2013 | Europa  | Play-Offs   | 5        | 2     |
| Clasificación para la Eurocopa Sub-21 de 2015 | Europa  | Play-Offs   | 0        | 0     |

## Estadísticas

### Clubes
Actualizado al último partido disputado el 12 de mayo de 2025.
| Club | Div.          | Temporada     | Liga  | Liga  | Copas nacionales(1) | Copas nacionales(1) | Copas internacionales(2) | Copas internacionales(2) | Total | Total |
| Club | Div.          | Temporada     | Part. | Goles | Part.               | Goles               | Part.                    | Goles                    | Part. | Goles |
| --- | ------------- | ------------- | ----- | ----- | ------------------- | ------------------- | ------------------------ | ------------------------ | ----- | ----- |
| F. K. Rad Belgrado Serbia | 1.ª           | 2010-11       | 4     | 0     | 0                   | 0                   | —                        | —                        | 4     | 0     |
| F. K. Rad Belgrado Serbia | 1.ª           | 2011-12       | 22    | 2     | 0                   | 0                   | 2                        | 0                        | 24    | 2     |
| F. K. Rad Belgrado Serbia | Total club    | Total club    | 26    | 2     | 0                   | 0                   | 2                        | 0                        | 28    | 2     |
| TSG 1899 Hoffenheim · Alemania | 1.ª           | 2012-13       | 0     | 0     | 0                   | 0                   | —                        | —                        | 0     | 0     |
| Partizán de Belgrado Serbia | 1.ª           | 2013-14       | 19    | 2     | 1                   | 0                   | 5                        | 0                        | 25    | 2     |
| Partizán de Belgrado Serbia | Total club    | Total club    | 19    | 2     | 1                   | 0                   | 5                        | 0                        | 25    | 2     |
| Lechia Gdańsk · Polonia | 1.ª           | 2014-15       | 3     | 0     | 0                   | 0                   | —                        | —                        | 3     | 0     |
| Lechia Gdańsk · Polonia | Total club    | Total club    | 3     | 0     | 0                   | 0                   | 0                        | 0                        | 3     | 0     |
| TSG 1899 Hoffenheim · Alemania | 1.ª           | 2015-16       | 0     | 0     | 0                   | 0                   | —                        | —                        | 0     | 0     |
| TSG 1899 Hoffenheim · Alemania | Total club    | Total club    | 0     | 0     | 0                   | 0                   | 0                        | 0                        | 0     | 0     |
| F. K. Vojvodina Serbia | 1.ª           | 2015-16       | 14    | 1     | 1                   | 0                   | —                        | —                        | 15    | 1     |
| F. K. Vojvodina Serbia | 1.ª           | 2016-17       | 35    | 16    | 4                   | 2                   | 8                        | 2                        | 47    | 20    |
| F. K. Vojvodina Serbia | 1.ª           | 2017-18       | 6     | 4     | 0                   | 0                   | 2                        | 2                        | 8     | 6     |
| C. D. Tenerife · España | 2.ª           | 2017-18       | 37    | 9     | 4                   | 0                   | —                        | —                        | 41    | 9     |
| C. D. Tenerife · España | 2.ª           | 2018-19       | 39    | 6     | 1                   | 0                   | —                        | —                        | 40    | 6     |
| C. D. Tenerife · España | 2.ª           | 2019-20       | 21    | 4     | 1                   | 0                   | —                        | —                        | 22    | 4     |
| C. D. Tenerife · España | Total club    | Total club    | 97    | 19    | 6                   | 0                   | 0                        | 0                        | 103   | 19    |
| Cádiz C. F. · España | 2.ª           | 2019-20       | 7     | 0     | —                   | —                   | —                        | —                        | 7     | 0     |
| Cádiz C. F. · España | 1.ª           | 2020-21       | 28    | 0     | 3                   | 1                   | —                        | —                        | 31    | 1     |
| Cádiz C. F. · España | Total club    | Total club    | 35    | 0     | 3                   | 1                   | 0                        | 0                        | 38    | 1     |
| Burgos C. F. · España | 2.ª           | 2021-22       | 11    | 0     | —                   | —                   | —                        | —                        | 11    | 0     |
| Burgos C. F. · España | Total club    | Total club    | 11    | 0     | 0                   | 0                   | 0                        | 0                        | 11    | 0     |
| F. K. Vojvodina Serbia | 1.ª           | 2022-23       | 29    | 6     | 3                   | 0                   | —                        | —                        | 32    | 6     |
| F. K. Vojvodina Serbia | 1.ª           | 2023-24       | 20    | 1     | 2                   | 0                   | 1                        | 0                        | 23    | 1     |
| F. K. Vojvodina Serbia | Total club    | Total club    | 104   | 28    | 10                  | 2                   | 11                       | 4                        | 125   | 34    |
| F. K. IMT Serbia | 1.ª           | 2024-25       | 8     | 1     | 1                   | 0                   | —                        | —                        | 9     | 1     |
| F. K. IMT Serbia | Total club    | Total club    | 8     | 1     | 1                   | 0                   | 0                        | 0                        | 9     | 1     |
| Total carrera | Total carrera | Total carrera | 303   | 52    | 21                  | 3                   | 18                       | 4                        | 342   | 59    |
| (1) Incluye datos de la Copa de Serbia, la Copa del Rey y la Copa de Turquía. (2) Incluye datos de la Liga de Campeones de la UEFA, la Liga Europa de la UEFA y la Liga Europa Conferencia de la UEFA. |               |               |       |       |                     |                     |                          |                          |       |       |